# Матеріальне виробництво
Матеріа́льне виробни́цтво — виробництво, безпосередньо пов'язане з виготовленням матеріальних цінностей або з наданням матеріальних послуг: перевезення вантажів, виконання будівельних, монтажних, земельних, ремонтних робіт. 
Метою матеріального виробництва є випуск продукції, що задовольняє потреби людини або системи.
Матеріальне виробництво - це продуктивні сили й виробничі відносини в дії. Люди, що здійснюють цей процес, є суб'єктом праці. Для здійснення процесу виробництва необхідний ще й початковий матеріал (предмет праці), що піддається обробці (земля, метал, камінь тощо). Щоб впливати на предмет праці з метою його перетворення в необхідний продукт (товар), слід застосовувати ще й певні знаряддя праці, які створені людиною з метою її впливу на зовнішній світ. Для успішного розвитку виробництва необхідні й відповідні приміщення, склади, транспорт і таке ін. Все це разом із знаряддями праці становить засоби праці, які в сукупності з предметами праці становлять засоби виробництва, тобто матеріально-технічну базу суспільства (предметно-енергетичну частину продуктивних сил). Для того, щоб засоби праці могли вступити в процес виробництва, необхідно застосувати робочу силу (живу працю). А ще, щоб люди вміли виготовляти знаряддя праці і володіти ними.